# Semanotus yakushimanus
Semanotus yakushimanus là một loài bọ cánh cứng trong họ Cerambycidae.